# 攻殻機動隊 新劇場版
『攻殻機動隊 新劇場版』（こうかくきどうたい しんげきじょうばん、GHOST IN THE SHELL: THE NEW MOVIE）は、2015年6月20日公開された日本の劇場用アニメ映画。
Production I.G 制作。原作は士郎正宗の漫画『攻殻機動隊』。総監督は黄瀬和哉。

## 概要
『攻殻機動隊』を冠する4つの作品（士郎正宗の原作漫画、押井守の『GHOST IN THE SHELL / 攻殻機動隊』、神山健治の『攻殻機動隊 STAND ALONE COMPLEX』シリーズ、そして本作の総監督である黄瀬和哉の『攻殻機動隊ARISE』）に連なる、「攻殻機動隊」25周年記念作品として制作される作品。
前記の4作品のうち、総監督・脚本が同じ『ARISE』の世界観・ストーリーラインを直接受け継いでおり、シリーズの主人公「草薙素子」の過去と公安9課（攻殻機動隊）の創設にまつわる物語という作品コンセプトはそのままに、長編劇場版として更なる作品のスケールアップ、物語のブラッシュアップがはかられている。
総監督の黄瀬はキャラクターデザインと総作画監督も兼任し、要所要所で作画修正を入れている。アバンタイトルとエピローグの作画は全て黄瀬が担当し、その部分の絵コンテも修正している。
黄瀬総監督のもとで監督を手掛けた野村和也は当初、劇場版の監督ではなく、全部で6本作られる予定だった『ARISE』のエピソード監督の予定だった。最終回前の第5話の監督だけを担当するはずが、5話と6話をセットにした劇場版の監督を担当することになった。野村は「『ARISE』は、プロモーションを含めて過去の『攻殻』シリーズとは切り分けた作り方をしているから、過去作との絡みは気にしなくていい」と言われて制作に当たった。
総作画監督には、野村の希望で彼が『戦国BASARA』シリーズで一緒に仕事をした大久保徹が起用されている。野村が大久保の絵が気に入っていたことと、出来るだけProduction I.G生え抜きの人間にメインスタッフとして入って欲しいと思っていたことが理由だった。
脚本打ち合わせの場では、総監督の黄瀬は「好きなように」と言うだけであまり発言せず、初参加の野村が戸惑い悩みながら方向性を打ち出した。野村が出したアイデアは、「2人の素子」というキーワードと水のシーンを作ること、そして全編にわたる対比の構造だった。
多彩なアクション描写が見どころの一つとなっているが、当初は冒頭と終盤だけの予定だった。しかし、それでは最後までもたないのではないかという意見を受け、中盤にも盛り上がりを持たせるために戦闘シーンが追加された。これにはProduction I.G社長の石川光久から最初に「マニア向けや大人向けというよりは、もう少し間口を広げて、より多くの人が見て楽しめるようなエンターテインメントな『攻殻機動隊』を作ってほしい」と言われたことも影響しているという。またそのことで作画面においても、黄瀬が原作の士郎正宗の漫画から表情を拾ってきて、作画監督の大久保の作画修正にさらに修正を加えているため、それまでのクールなアニメ版より表情豊かなキャラクター描写となっている。

## ストーリー
西暦2029年3月、国防省の防衛庁への格下げを不服とした国防軍の11人の将校が、大使館関係者42人を人質に東亜連合経済体極東通商部大使館に籠城し、国防省の維持と軍事裁判の中止を要求する事件が発生。公安9課の荒巻部長は200人規模の機動隊で現場を包囲するが、軍の部隊は海外の戦争商売屋のために同胞を撃ちたくないとして出動を拒否する。一方、草薙素子は内閣総理大臣補佐官の藤本修から直接出動命令を取り付け、7人の独立部隊で議事堂内に突入した。草薙たちの部隊は首謀者たちを拘束し、人質を解放することに成功するが、ゴーストハックされた人質数名が武器を使い、犯人たちを殺害してしまう。同時刻、修の父で内閣総理大臣の藤本彰が会談中に爆弾によって暗殺される事件が発生、会談に同席していた草薙のかつての上官・クルツ中佐も爆発に巻き込まれて死亡する。
総理大臣暗殺事件という戦後最大の事件に対し、草薙たちは捜査を開始。事件の背後には戦後の義体開発を左右する技術的問題である「デッドエンド」を巡る政治的取引があった上、更にゴースト侵入・ハック・洗脳を同時に行う疑似記憶ウイルス「ファイア・スターター」の存在も見え隠れしていた。そして捜査の過程で掴んだ手がかりは、草薙の生い立ちにも関わるものだった。

## キャスト
- 草薙素子：坂本真綾
- バトー：松田健一郎
- トグサ：新垣樽助
- イシカワ：咲野俊介
- サイトー：中國卓郎
- パズ：上田燿司
- ボーマ：中井和哉
- ロジコマ：沢城みゆき
- クルツ：浅野まゆみ
- ツムギ：野島健児
- 荒巻大輔：塾一久

### 新キャラクター
クリス
声 - 潘めぐみ
ある養護施設にいた少女。
ロバート・リー
声 - 麦人
東亜連合経済体・極東通商部代表。内外において悪名の誉れ高いフィクサーとして知られる男。
藤本 修
声 - NAOTO（EXILE、三代目J Soul Brothers）
内閣総理大臣・藤本彰（声 - 近藤浩徳）の補佐官であり、彼の実の息子（長男）。

## 新劇場版で初出の用語
デッドエンド
新型の義体と従来型の義体で電脳の規格に違いが出てしまい、新しい義体に換装できない問題のこと。この問題を抱える全身義体サイボーグは、やがてメンテナンスを受けることもままならなくなり、旧型の義体とともに朽ちて行くのを待つことになってしまう。この問題について議論も起こったが、巨額の富を生む義体テクノロジーの停滞を嫌った巨大企業グループはこれを黙殺し、現在に至る。
草薙とクルツはこの問題を乗り越える期待を込めて電脳化・義体化されている。草薙は胎児の状態から義体化され、成長するに連れて義体を換装することを前提にしているため、多種の義体換装に対する拡張性を持っている。クルツは遠隔操作義体をあたかも自分の体であるかのように扱えるため、本体を換装せずに済む。
第3世界
個人がヒトとしてでもなくサイボーグとしてでもなく、人格をデータのみの存在に変換して生きていく世界のこと。オカルト話の一種としてサイボーグの間でささやかれている。
東亜連合経済体

## スタッフ
- 原作 - 士郎正宗（講談社 ヤングマガジンKCDX）
- 製作総指揮 - 石川光久
- エグゼクティブプロデューサー - 上山公一、松下卓也、横山真二郎、古澤佳寛
- 製作 - 河野聡、金子秀二、森下勝司、佐々木史朗、大田圭二
- 総監督・キャラクターデザイン - 黄瀬和哉
- 脚本 - 冲方丁
- 総作画監督・サブキャラクターデザイン - 大久保徹
- 絵コンテ - 野村和也、荒川直樹
- 演出 - 頂真司、堀元宣、河野利幸
- 3DCG監督 - 井野元英二
- メカニックデザイン - 柳瀬敬之、竹内敦志
- 特殊効果 - 村上正博
- 美術監督 - 竹田悠介、益城貴昌
- 色彩設計 - 広瀬いづみ
- 撮影監督 - 田中宏侍
- 編集 - 植松淳一
- モーショングラフィック - 荒木宏文
- 音響監督 - 岩浪美和
- 音楽 - コーネリアス
- アニメーション制作 - Production I.G
- 製作 - 「攻殻機動隊 新劇場版」製作委員会（バンダイビジュアル、講談社、電通、プロダクション・アイジー、フライングドッグ、東宝）
- チーフプロデューサー - 大河原健、川口徹
- プロデューサー - 阿部研吾、辰澤奈津子、鈴木哲史
- 配給 -  東宝映像事業部
- 監督 - 野村和也

## 主題歌
「まだうごく」
作詞 - 坂本慎太郎 / 作曲・編曲 -小山田圭吾 / 歌 - 坂本真綾、コーネリアス

## リリース
- 攻殻機動隊 新劇場版 (Blu-ray/DVD) バンダイビジュアル 発売：2015年10月28日

Blu-ray 特装限定版【特典】
■豪華スペシャルブックレット
■『攻殻機動隊 新劇場版』ノーカット完全版シナリオブック（脚本：冲方丁）
【映像特典】
■特典DISC：
　(1)特別番組『「攻殻機動隊 新劇場版」6.20公開!!25分でわかるARISE SP【ディレクターズカット版】』
　（出演：坂本真綾／津田健次郎／黄瀬和哉／冲方丁）
　(2)特別番組『「攻殻機動隊 新劇場版」公開記念!!25年を25分でおさらいSP【ディレクターズカット版】』
　（出演：坂本真綾／NAOTO（EXILE/三代目J Soul Brothers）／黄瀬和哉／冲方丁　他）
　(3)攻殻25周年記念オールナイトイベント「GHOST IN THE NIGHT」トークショー
　（出演：黄瀬和哉／冲方丁／押井守／神山健治／石川光久）
　(4)劇場公開初日舞台挨拶（出演：坂本真綾／黄瀬和哉／冲方丁／野村和也／石川光久）
　(5)Production I.G プロデュース「攻殻機動隊 新劇場版 完全解析Night」
　（出演：黄瀬和哉／冲方丁／藤咲淳一／松田健一郎／押井守）
■特報１
■特報２
■劇場予告編
■プロモーション映像
■TV-CM
■[音声特典]本編オーディオコメンタリー
【他、仕様】
■黄瀬和哉（総監督・キャラクターデザイン）描き下ろしジャケット
■特製ジャケット収納ケース

## 攻殻機動隊 新劇場版 Virtual Reality Diver
スマートフォン版
2017年03月17日より配信のスマートフォンアプリ向けVR映像。別途英語音声版も配信。ティザー動画は3分32秒、本編映像は15分47秒。PlayStation VR専用ではなくスマートフォン用VRゴーグルを使用する。渋谷マルイ・I.Gストアでも有料体験が可能。ユリ役（声 - 大原さやか）
2015年9月17日～20日の期間、幕張メッセで開催される「東京ゲームショー2015」にブース出展を行い、『攻殻機動隊 新劇場版 Virtual Reality Diver』の予告編のドームシアター上映を行う。2015年冬に、VRアプリの全世界配信を開始する。
- 原作 - 士郎正宗
- クリエイティブディレクター - 浅井宣通
- 構成 - 藤咲淳一
- キャラクターデザイン - 黄瀬和哉
- 企画 プロダクションI.G
- 監督 - 東弘明

プラネタリウム版
IGポートのプラネタリウム施設配給事業開始に伴い、2017年6月7日-9日 Fulldome Festival Brno 2017 (映像祭）での上映の他、2017年9月2日より仙台市天文台ほかで配信のプラネタリウム映画。配給業務委託は五藤光学研究所。

## 受賞歴
- 第20回アニメーション神戸賞 作品賞[8][9]

- VFX-JAPANアワード2017 先導的視覚効果部門優秀賞 [10]

## 関連作品
- 攻殻機動隊
- 攻殻機動隊ARISE - 本作の前日譚的な短編映画（全4作品）。2015年4月には、テレビシリーズ版『攻殻機動隊ARISE ALTERNATIVE ARCHITECTURE』（こうかくきどうたいアライズ オルタナティヴ アーキテクチャ）が放送開始。
テレビシリーズ版は本作へと繋がる完全新作エピソードが付け加えられ、本作のキーパーソン「ファイアスターター」に関係する人物「パイロマニア」も登場する。
- GHOST IN THE SHELL / 攻殻機動隊 - アニメ映画
- イノセンス - アニメ映画
- 攻殻機動隊 S.A.C. SOLID STATE SOCIETY 3D - アニメ映画